# Vladimir Sofronitsky
Répertoire
Scriabine, Schumann, Chopin, Rachmaninoff, Schubert, Beethoven, Liszt, Prokofiev, Haydn, Chostakovich
Vladimir Vladimirovitch Sofronitsky (en russe : Владимир Владимирович Софроницкий; ISO 9 : Vladimir Vladimirovič Sofronickij), né le 8 mai 1901 à Saint-Pétersbourg, mort le 26 août 1961 à Moscou, est un pianiste russe, élève spirituel du compositeur et pianiste Alexandre Scriabine.
Même si Scriabine lui-même n'a jamais entendu Sofronitsky jouer, la femme de Scriabine affirmait que le pianiste était l'interprète le plus fidèle à l'esprit des œuvres de son mari. Ses enregistrements de Scriabine sont perçus par beaucoup comme inégalés. Les pianistes Sviatoslav Richter et Emil Guilels considéraient Sofronitsky comme leur maître. Un jour qu'ivre Sofronitsky déclarait à Richter que celui-ci était un génie, Richter lui rétorqua qu'il était Dieu.

## Biographie
Vladimir Sofronitsky est né le 8 mai 1901 à Saint-Pétersbourg d'un père professeur de physique. Vladimir Sofronitsky a grandi à Varsovie. Lui et sa sœur jumelle, Vera, étaient les plus jeunes d’une fratrie de six enfants. La mère de Vladimir était issue d’une famille artistique, apparentée au portraitiste Vladimir Borovikovsky. Après des cours de piano suivis auprès d’Anna Lebedeva-Getcevich, une élève de Nikolai Rubinstein, Vladimir devient l’élève du grand Aleksander Michałowski. Il a alors neuf ans. C’est Alexandre Glazounov, directeur du Conservatoire de Saint-Pétersbourg, qui remarque le jeune pianiste lors d’un concert mettant en lumière les élèves de Lebedeva-Getcevich, et le redirige vers les cours de Michałowski. Pour anecdote, lorsque la famille Sofronitsky est revenue à Saint-Pétersbourg, en 1913, le jeune Vladimir a poursuivi ses études avec Michałowski en se rendant chaque mois à Varsovie jusqu'au début de la Première Guerre mondiale. Il étudiera ensuite un an avec Leonid Chtchedrine avant d’entrer au conservatoire de Saint-Pétersbourg, avec Leonid Nikolaïev comme professeur de piano.
Vladimir Sofronitsky étudie au conservatoire la composition avec Maximillian Steinberg, un élève de Nikolaï Rimski-Korsakov. En dehors des camarades de classes Chostakovitch et Youdina, on comptait comme élèves du conservatoire Vladimir Horowitz et Simon Barere, avec lesquels Sofronitsky a joué des récitals à deux pianos. En 1917, Vladimir Sofronitsky rencontre Elena Scriabine, fille aînée du compositeur et également élève du conservatoire.
La carrière de concerts de Sofronitsky commence réellement en 1919, alors qu’il est encore étudiant. L’année suivante il épouse Elena Scriabine, union d’où naît un fils en 1921, dont Glazounov deviendra le parrain. Sofronitsky est maintenant lié à la famille d’Alexandre Scriabine. Ainsi Sofronitsky joua en 1922 pour les cinq ans de la mort du compositeur un récital dédié à sa musique. Il est à noter que Sofronitsky jouera le concerto pour piano de Scriabine pour son concert de fin d’études.
Sofronitsky donna de nombreux concerts dans les années 1920 en URSS, d’où il partit avec sa femme en 1928 pour Varsovie, puis Paris. Ils devinrent alors amis avec les compositeurs et interprètes Serge Prokofiev et Nikolaï Medtner, dont ils firent la connaissance. Quand Sofronitsky est revenu à Léningrad, en 1930, il s’était séparé de sa première épouse.
À partir de 1930, Vladimir Sofronitsky ne fut pas autorisé à quitter l’URSS, puisqu’il ne s’inclinait pas devant les autorités soviétiques. Anecdote intéressante : la seule fois où il fut aperçu à l’ouest, il fut soudainement mis dans un avion et embarqué pour Potsdam, où il joua pour la conférence de 1945.
Les années 1930 ont été consacrées à l’élargissement considérable de son répertoire déjà vaste. Le nom de Vladimir Sofronitsky sera à jamais lié à Scriabine, mais il interprète maintenant les classiques viennois, la musique baroque, les œuvres de Robert Schumann et la musique des compositeurs qu’il a connus en France. Au cours de la saison 1937-1938, il donna une série de douze récitals sur l’histoire de la musique pour clavier de Dietrich Buxtehude à Dmitri Chostakovitch. Rien n’avait été  entendu de pareil en Russie depuis les célèbres récitals historiques d’Anton Rubinstein. En 1936, Vladimir Sofronitsky devint professeur au conservatoire de Léningrad. Le début de la Seconde Guerre mondiale fut difficile, puisqu’il fut piégé durant le siège de Léningrad. Il donnera d’ailleurs un concert par moins trois degrés. Il fallut attendre avril 1942 pour qu’il soit exfiltré par les airs. Alors très affaibli et affamé, il fut amené à Moscou. En 1943, Sofronitsky revint à l’enseignement, puisqu’il fut professeur au conservatoire de Moscou. C’est ici qu’il rencontra Valentina Douschinova, étudiante qu’il finit par épouser.
Sofronitsky donna de nombreux concerts au conservatoire de Moscou et au musée Scriabine. Il fut rapidement considéré comme le meilleur pianiste de Russie. En 1949, il récita cinq fois les œuvres de Chopin dans la grande salle du conservatoire de Moscou pour marquer le centenaire de la mort du compositeur polonais. En 1953, à l’occasion du cent vingt-cinquième anniversaire de la mort de Schubert, Sofronitsky donna un récital consacré aux œuvres du compositeur viennois. Sofronitsky était un artiste très inspiré et chacune de ses performances étaient considérées comme un événement unique.
Personnage solitaire, Vladimir Sofronitsky détestait enseigner au Conservatoire de Moscou et se rapprochait rarement de ses collègues. Il vivait dans un monde privé de musique et évitait les intrigues. Simple et sensible comme un enfant, il passa une vie isolée parmi ses amis les plus proches. Les spectateurs de ses concerts percevaient souvent une sorte de révélation ou de magie dans ses interprétations, en particulier dans la musique de Scriabin. Malgré son attitude de non-participation, il reçut la plus haute décoration de Russie : l'Ordre de Lénine. Sa santé s'était détériorée à la suite d'une maladie cardiaque et des privations qu'il avait connues pendant la Seconde Guerre mondiale. En 1954, il donna sa dernière représentation à Léningrad et l'année suivante, sa dernière à la Grande Salle du Conservatoire de Moscou. Au cours des dernières années de sa vie, Sofronitsky ne donna plus que des concerts dans l'environnement plus intime du musée Scriabine et la petite salle du conservatoire de Moscou. En 1957, il était trop malade pour jouer, mais il revint sur scène l'année suivante. Mais en 1959, il est de nouveau cloué au lit et un cancer fut diagnostiqué. Sachant que le temps lui était compté, Sofronitsky joua neuf fois en dix semaines, d'octobre à décembre 1959. Sa dernière année de concert fut 1960. Sa dernière représentation eut lieu le 9 janvier 1961 dans la petite salle du conservatoire de Moscou. Il a souvent été rapporté que Sofronitsky était devenu dépendant à la drogue et à l'alcool au cours de ses dernières années, mais peu de preuves, voire aucune, ont été fournies à l'appui. Il est décédé le 26 août 1961, à soixante ans.
Son jeu, d'une grande passion intérieure, contrastant avec sa réserve extérieure, était porté en très haute estime par Heinrich Neuhaus, Vladimir Horowitz ou Egon Petri.

## Personnalité
D'un tempérament angoissé et ardent, qui rejaillit dans son jeu, Sofronitsky mena une vie discrète, même si chacun de ses concerts était attendu comme un événement exceptionnel. Adulé et considéré presque comme une divinité en Russie, il fut presque totalement absent des scènes de concert occidentales, n'effectuant que deux séjours au-delà du bloc soviétique, entre le 8 mars 1928 et le 27 janvier 1930 pour un récital à Varsovie, et plus longuement à Paris, où il donna huit récitals et rencontra Prokofiev, qui devint un ami, puis du 17 juillet au 2 août 1945 à Potsdam, où il joua devant les participants de la conférence d'après-guerre.
Même à l'intérieur de la Russie, il ne voyage quasiment plus après 1954, aussi bien en raison de problèmes de santé qui s'aggravent dès 1942 (il souffrait d'arythmie depuis son enfance, et dut souvent annuler des récitals à la dernière minute), que par son désir personnel de vivre en reclus.
Vladimir Sofronitsky n’aimait pas enregistrer. Il qualifiait d’ailleurs ses propres enregistrements de « cadavres ». Cependant il ne reniait pas un certain intérêt de cette expérience : « Vous savez, il est très utile de vous écouter sur disque. Cela apporte beaucoup à un artiste. » confiait-il à Alexandre Vitsinsky, en 1945. Le legs discographique de Sofronitsky se limite principalement à Alexandre Scriabine. D’autres rares enregistrement studios subsistent, comme une trente-deuxième sonate de Beethoven en 1950. Mais les rééditions de ces dernières années nous ont prouvé que le répertoire de Sofronitsky ne se limitait pas au seul Scriabine. Ainsi nous pouvons écouter Chopin, Beethoven, Mozart et une grande partie des compositeurs dits « classiques ».
Sofronitsky sortit deux fois d’URSS. Il vécut deux ans à Varsovie, où il donna un récital, et plus longuement à Paris, où il donna huit récitals et où il rencontra Serge Prokofiev. Nous pouvons aujourd’hui entendre Sofronitsky jouer la septième sonate de ce dernier, ainsi qu’une « vision fugitive ». Sofronitsky a été, au conservatoire de Pétrograd, dans la classe de Nikolaïev, avec des camarades tels que Dmitri Chostakovitch et Maria Youdina. Sofronitsky se rappelait en 1945 son professeur : « Nikolaïev est un musicien merveilleux, mais ce n'est pas un pédagogue. Il n'est presque jamais  intervenu dans mes études. Il me confiait, par exemple, le Carnaval de Schumann. Une semaine plus tard, je voulais venir en classe et jouer le Carnaval. En général, il y avait beaucoup de monde dans la classe. Après la représentation, Nikolaïev venait à moi, me serrait la main, me remerciait et m'assignait un autre morceau. C’est ce qui s’est passé la plupart du temps. Je lui suis très reconnaissant pour sa grande exposition à la littérature musicale - nous avons souvent joué à quatre mains, à travers toutes sortes de compositions, symphonique et chambristes - mais je ne me sentais pas guidé pédagogiquement de lui, j'ai appris de moi-même. ».
Les enregistrements de Sofronitsky n'ont pas été publiés systématiquement en Occident. Sa publication dans l'édition Les Grands Pianistes du XXe siècle de Philips comprend des mazurkas et des valses de Chopin sur le premier CD. Certaines de ses légendaires interprétations de Scriabine sont présentes sur le second CD, notamment les 2e (premier mouvement), 3e, 4e et 9e sonates, ainsi qu’une interprétation de Vers la flamme. Brilliant Classics a publié 9 CD d’enregistrements de Sofronitsky, comprenant des interprétations de Scriabine, Chopin, Rachmaninov et autres. D'autres enregistrements de Sofronitsky ont été publiés par des labels tels que Arkadia, Arlecchino, Chant du Monde, Denon Classics, Multisonic, Urania et Vista Vera. Les enregistrements de Sofronitsky documentent l'une des personnalités pianistiques les plus intenses et les plus singulières du XXe siècle.

## Discographie
- The Art of Vladimir Sofronitsky, coffret de 34 CD (1942 - 1961), label Scribendum 2020. Choc de Classica